# Home Nations Championship 1887
Home Nations Championship 1887 var det femte Home Nations Championship i rugby union med deltagelse af England, Irland, Skotland og Wales. Holdene spillede en enkeltturnering alle-mod-alle i perioden 8. januar – 12. marts 1887.
Mesterskabet blev vundet af Skotland, der opnåede to sejre og en uafgjort. Det var første gang, at Skotland udelt vandt mesterskabet, idet holdets første sejr i 1886 blev delt med England.

## Resultater
Kampene blev afgjort efter flest scorede mål. Hvis holdene stod lige, blev flest scorede forsøg afgørende.
| Dato        | Kamp               | Res.        | Spillested |
| ----------- | ------------------ | ----------- | ---------- |
| 8. januar   | Wales – England    | (0) 0–0 (0) | Llanelli   |
| 7. februar  | Irland – England   | 2–0         | Dublin     |
| 19. februar | Irland – Skotland  | 0–2         | Belfast    |
| 26. februar | Skotland – Wales   | 4–0         | Edinburgh  |
| 5. marts    | England – Skotland | (1) 0–0 (1) | Manchester |
| 12. marts   | Wales – Irland     | 1–0         | Birkenhead |

| Plac. | Hold     | Kampe | Kampe | Kampe | Kampe | Mål   | Mål | Point |
| Plac. | Hold     | K     | V     | U     | T     | Score | ±   | Point |
| ----- | -------- | ----- | ----- | ----- | ----- | ----- | --- | ----- |
| 1.    | Skotland | 3     | 2     | 1     | 0     | 6-0   | +6  | 5     |
| 2.    | Wales    | 3     | 1     | 1     | 1     | 1-4   | −3  | 3     |
| 3.    | Irland   | 3     | 1     | 0     | 2     | 2-3   | −1  | 2     |
| 4.    | England  | 3     | 0     | 2     | 1     | 0-2   | −2  | 2     |